# Macrosphyra
Macrosphyra là một chi thực vật có hoa trong họ Thiến thảo (Rubiaceae).

## Loài
Chi Macrosphyra gồm các loài: